# C.J. Gardner-Johnson
Chauncey Gardner-Johnson (Cocoa, 20 dicembre 1997) è un giocatore di football americano statunitense che milita nel ruolo di safety per gli Houston Texans della National Football League (NFL).

## Carriera

### New Orleans Saints
Gardner-Johnson fu scelto nel corso del terzo giro (99º assoluto) del Draft NFL 2019 dai New Orleans Saints. Debuttò come professionista subentrando nella gara del primo turno contro gli Houston Texans mettendo a segno un tackle. La sua prima stagione si chiuse con 49 tackle, un intercetto e un fumble forzato in 16 presenze (7 come titolare), venendo inserito nella formazione ideale dei rookie della Pro Football Writers Association.

### Philadelphia Eagles
Il 30 agosto 2022 i Saints scambiarono Gardner-Johnson e una scelta del settimo giro con i Philadelphia Eagles per una scelta del quinto e del sesto giro. Nella prima stagione con la squadra guidò la NFL a pari merito con 6 intercetti. Il 12 febbraio 2023 partì come titolare nel Super Bowl LVII ma gli Eagles furono sconfitti per 38-35 dai Kansas City Chiefs.

### Detroit Lions
Il 19 marzo 2023 Gardner-Johnson firmó con i Detroit Lions un contratto di un anno del valore di 8 milioni di dollari.

### Ritorno ai Philadelphia Eagles
Il 14 marzo 2024 Gardner-Johnson firmò un contratto triennale per fare ritorno agli Eagles. Nel penultimo turno mise a segno due intercetti su Cooper Rush dei Cowboys, ritornandone uno per 69 yard in touchdown, nella vittoria che diede agli Eagles il titolo di division, venendo premiato come miglior difensore della NFC della settimana. A fine stagione si classificò terzo nella NFL con 6 intercetti.

### Houston Texans
L'11 marzo 2025 Gardner-Johnson fu ceduto agli Houston Texans in cambio della guardia Kenyon Green.

## Palmarès

### Franchigia
- Super Bowl : 1

Philadelphia Eagles: LIX
- National Football Conference Championship: 2

Philadelphia Eagles: 2022, 2024

### Individuale
- Difensore della NFC della settimana: 1

17ª del 2024
- Leader della NFL in intercetti: 1

2022
- PFWA All-Rookie Team - 2019